# Microphengodes howdeni
Microphengodes howdeni är en skalbaggsart som beskrevs av Wittmer 1976. Microphengodes howdeni ingår i släktet Microphengodes och familjen Phengodidae. Inga underarter finns listade i Catalogue of Life.